# Неманья Милунович
Неманья Милунович (серб. Немања Милуновић / Nemanja Milunović, нар. 31 травня 1989, Чачак) — сербський футболіст, захисник клубу «Црвена Звезда» та національної збірної Сербії.

## Клубна кар'єра
У дорослому футболі дебютував 2008 року виступами за команду клубу «Борац» (Чачак), однак закріпитися в клубі з рідного міста не зміг, тому віддавався в оренду клубу Першої ліги «Младост» (Лучани). У складі «Младості» був основним гравцем і 2011 року перейшов туди на повноцінній основі, а в 2013 році став капітаном команди. За підсумками сезону 2013/14 допоміг своєму клубу вийти в Суперлігу.
На початку 2015 року перейшов в білоруський БАТЕ. Дебютував у складі БАТЕ у переможному матчі за Суперкубок Білорусі, який став для Милуновича першим трофеєм на вищому рівні. Незабаром закріпився в основному складі борисовчан на позиції центрального захисника, де замінив Єгора Філіпенка, який перейшов в «Малагу». У Лізі Чемпіонів сезону 2015/16 став автором голу у ворота леверкузенського «Баєра». Завдяки відмінній грі, Милунович був визнаний найкращим захисником чемпіонату Білорусі 2015 року. У грудні 2015 року продовжив контракт з БАТЕ. Наразі встиг відіграти за команду з Борисова 29 матчів в національному чемпіонаті.

## Виступи за збірну
25 травня 2016 року дебютував в офіційних іграх у складі національної збірної Сербії в товариському матчі проти збірної Кіпру, відігравши всі 90 хвилин. Наразі провів у формі головної команди країни 4 матчі, забивши 1 гол.

## Досягнення

### Командні
- Чемпіон Сербії (6):

Младост: 2013-14
«Црвена Звезда»: 2018-19, 2019-20, 2020-21, 2022-23, 2023-24
- Чемпіон Білорусі (4):

БАТЕ: 2015, 2016, 2017, 2018
- Володар Кубка Білорусі (1):

БАТЕ: 2014-15
- Володар Суперкубка Білорусі (3):

БАТЕ: 2015, 2016, 2017
- Володар Кубка Сербії (3):

«Црвена Звезда»: 2020-21, 2022-23, 2023-24

### Особисті досягнення
- Найкращий захисник чемпіонату Білорусі (1): 2015
- У списку 22 найкращих футболістів чемпіонату Білорусі: 2015